# Mikoyan-Gurevich Ye-2
Mikoyan-Gurevich Ye-2 (tiếng Nga: Е-2), còn có các tên Ye-2A1, Ye-2A2 (tên ký hiệu của NATO "Tấm xoay"), là một loại máy bay thử nghiệm trong chương trình chế tạo máy bay chiến thuật có cánh xuôi sau. Được phát triển bởi phòng thiết kế OKB Mikoyan-Gurevich (nơi thiết kế các máy bay MiG, tiếng Nga: ОКБ Микояна, Гуревича).

## Lịch sử
Phòng thiết kế máy bay OKB-155 của Liên Xô ban đầu nhận yêu cầu thiết kế hai bản sao máy bay cánh tam giác mang động cơ AM-11. Tuy nhiên, kinh nghiệm thiết kế cánh tam giác còn chưa có, mà cánh xuôi sau đã được làm nhiều trong hầm khí động cũng như trong điều kiện bay thật, nên chấp nhận giải pháp đóng hai máy bay, một cánh xuôi sau 55 độ và một cánh tam giác để đánh giá bằng bay thử nghiệm.
Thêm nữa, việc xuất hiện những khó khăn kỹ thuật trong phát triển động cơ AM-11 nên để không cản trở thử nghiệm máy bay đầu tiên, họ tạm thời lắp động cơ AM-9 để kiểm tra tính năng điều khiển và hoàn thiện đặc điểm khí động trong thời kỳ chế tạo và bay thử. Những ưu thế bay thiếu sẽ nhận được sau khi có động cơ AM-11.
Ngày 25 tháng 12 năm 1954, mẫu thử nghiệm đầu tiên mang động cơ AM-9 và cánh xuôi sau 55 độ xuất xưởng. Phi công thử nghiệm Mosolov (Г. К. Мосолов) cất cánh lần đầu ngày 14 tháng 1 năm 1955. Trong năm 1955, máy bay YE-2 được đóng mang động cơ RD-11 với một vài thay đổi, gọi là YE-2A1. Phi công thử nghiệm Sedov (Г. А. Седов) cất cánh lần đầu ngày 17 tháng 1 năm 1956. Theo yêu cầu cuối năm 1955, chiếc thứ hai YE-2A2 xuất xưởng ngày 28 tháng 7 năm 1956. Sedov bay lần đầu ngày 4 tháng 9 năm 1956. Các chuyến bay thử nghiệm lặp lại rồi dừng do trục trặc và hướng phát triển thay đổi. Máy bay được giới thiệu lại cho các quan chức cấp cao ngày 31 tháng 12 năm 1957. Vũ khí: 3 súng NR-30 30 mm; đèn chiếu ASP-5N; trọng lượng cất cánh 6250 kg, nhiên liệu trong 1890 l.
Theo chỉ thị ngày 11 tháng 7 năm 1956 của Hội đồng Bộ trưởng, mệnh lệnh của Bộ ngày 18 tháng 7 năm 1956, máy bay YE-2A chuyển đến nhà máy số 21 với tên MiG-23 kiểu 63 (đây là thứ tự đánh các máy bay thử nghiệm, không phải máy bay MiG-23), ở đây 7 chiếc được đóng năm 1957.
Kiểu máy bay chiến đấu trên không tầm ngắn chuyên nghiệp Nga khởi đầu bằng YAK-1 đầu Thế chiến thứ II. Sau chiến tranh, MiG thay thế Yak trong vai trò thiết kế máy bay không chiến chủ lực của Sô Viết. Lúc này các máy bay MiG cánh xuôi sau mang động cơ lớp Nene đang được trang bị với đại diện là MiG-15 và MiG-17. Máy bay đa năng MiG-19 gặp khó khăn vì động cơ AM-5 chậm phát triển, nhưng thời điểm này cũng đã chuyển sang sản xuất hàng loạt. AM-5 đã chứng tỏ những hạn chế của động cơ Nene, phát triển dựa theo mãu Nene-1 Liên Xô đã mua bản quyền sau chiến tranh. MiG-15, MiG-17, MiG-19, với tốc độ tối đa từ sát âm thanh đến gần 2000 km/h, là những phiên bản sản xuất lớn của các máy bay thử nghiệm I.
Sau này, MiG-21 trang bị động cơ thế hệ mới R-11, bay trên dưới hai lần tốc độ âm thanh, là động cơ kết cấu mới do phòng thiết kế Tumansky, Liên Xô thiết kế. Nhìn chung, MiG-21 là máy bay trung gian giữa ngắm bắn bằng súng và tên lửa có điều khiển. MiG-21 là máy bay đầu tiên coi tên lửa-ra-đa là vũ khí không chiến chính.
Các YE là những máy bay chiến đấu thử nghiệm thời kỳ hệ động lực phát triển nhảy vọt và máy tính chớm ra đời. Các bản YE được chế tạo hàng loạt là những máy bay không chiến chủ lực của Liên Xô: MiG-21, MiG-23, MiG-25. Trong đó, YE-155 là máy bay thử nghiệm kiểu mẫu của các máy bay không chiến mạnh nhất đến hết thế kỷ 20. Các máy bay trang bị thực tế mang hình dáng kết cấu YE-155 là MiG-25, MiG-31 (Liên Xô, Nga), F-15 (Mỹ). YE-6 là máy bay thử nghiệm góc đón gió lớn, sau được phát triển tiếp thành YE-8. Máy bay YE-8 là máy bay thử nghiệm chiến thuật cỡ nhỏ, cuối thế kỷ 20, các máy bay mang kết cấu thân YE-8 được trang bị rất rộng rãi, trừ ở các nước dùng vũ khí Nga, đây là loại máy bay chiến thuật phổ biến nhất: F-16 (Mỹ), Lavi (Israel), J-10 (Trung Quốc).
Ít người nói đến YE-1, máy bay xuất hiện trong thời gian rất ngắn, chỉ khác YE-2 ở động cơ AM-5. NATO lúc đầu tin rằng máy bay sẽ được trang bị, trở thành MiG-21 nên về sau nhiều người gọi là "MiG-21 Faceplate" để phân biệt với "MiG-21 Fishbed" và "Người Mông Cổ MiG-21" là những MiG-21 thật sự. 3 chiếc YE-50 được đóng để đánh chặn máy bay trinh sát tầm cao U-2, YE-50 là một phiên bản YE-2 mang động cơ tên lửa. YE-3 rất ít thông tin còn lại, chỉ có một ảnh năm 1956 tại sân bay thử nghiệm Tushino, Moskva. Trong ảnh là máy bay hai động cơ cánh tam giác, cửa hút gió mũi hình bầu dục. Nhiều ý kiến cho rằng đây là máy bay thử nghiệm dự định thay thế MiG-19, vốn quá chậm trễ vì gặp khó khăn trong việc hoàn thiện động cơ AM-5. Trong chương trình MiG-21, YE-2 và YE-50 có thân khá giống MiG-21, nhưng cánh của MiG-19. YE-4 là máy bay thử nghiệm cánh tam giác, phòng thí nghiệm bay để hoàn thiện thiết kế loại cánh này.
| Tên đặc điểm               | Giá trị                                                                        |
| -------------------------- | ------------------------------------------------------------------------------ |
| Mã kiểu                    | E-2A                                                                           |
| Nơi thiết kế               | OKB -155, thuộc MiG                                                            |
| Mục đích                   | Máy bay thử nghiệm                                                             |
| Thể loại                   | Máy bay chiến đấu chiến thuật, ưu tiên mục tiêu không chiến                    |
| Vị trí                     | Nằm trong chương trình phát triển máy bay chiến đấu trên không tầm ngắn MiG-21 |
| Sải cánh                   | 8,11 m                                                                         |
| Dài                        | 13,23 m                                                                        |
| Diện tích cánh             | 21,00 m²                                                                       |
| Khối lượng rỗng            | 4513 kg                                                                        |
| Khối lượng cất cánh tối đa | 6250 kg                                                                        |
| Khối lượng dầu trong       | 1450 kg                                                                        |
| Động cơ                    | RD -11                                                                         |
| Loại động cơ               | Phản lực một luồng khí                                                         |
| Lực đẩy                    | 3800 kg                                                                        |
| Tốc độ tối đa              | 1920 km/h                                                                      |
| Tầm bay không dầu phụ      | 1380 km                                                                        |
| Tầm bay có dầu phụ         | 1730 km                                                                        |
| Trần bay                   | 18000 m                                                                        |
| Tổ lái                     | 1 người                                                                        |
| Vũ khí                     | Ba súng đại bác NR-30, cỡ nòng 30 mm                                           |